# Parque Nacional Natural Sumapaz
Der Parque Nacional Natural Sumapaz ist ein im Jahr 1977 gegründeter kolumbianischer Nationalpark. Der 2217 km² große Park erstreckt sich über die drei Departamentos Cundinamarca, Huila und Meta sowie den Stadtbezirk Sumapaz von Bogotá in der östlichen Kordillere der Anden. Er ist damit das größte zusammenhängende Schutzgebiet, in dem die Vegetationsform der Páramo überwiegt. Das Die Landschaften liegen zwischen 1500 m und 4360 m über dem Meer. Das Landschaftsbild prägen, wie auch im Parque Nacional Natural Chingaza Vertreter der Gattung Espeletia. Neben der zu schützenden Fauna und Flora führt die Resolución ejecutiva No. 153 del 6 de junio de 1977, mit der der Park definiert wurde, auch den Schutz archäologischer Funde aus der Zeit vor dem Eintreffen der spanischen Konquistadoren auf.

## Hydrographie
Der Parque Nacional Natural Sumapaz weist unzählige Lagunas auf, die sich aus verschiedenen Flüssen speisen. So formen sich die Lagunen Negra, Larga, Casa Blanca, La Balsa, Las Cáquezas, El Gallo, El Brisol, El Cobre, La Mochila und La Conejera aus dem Wasser des Río Blanco, der später mit dem ebenfalls im Gebiet verlaufenden Río Los Medios den Río Meta speist. Der mit dem Park gleichnamige, in den Río Magdalena mündende, Río Sumapaz füllt die Lagunen Larga, Negra, Currucuyes, Andabobos, Le Hermosura und Guadalupe. Neben dem Río Sumapaz fließen der die Lagunen La Panela und La Triple Yegua speisende Río Cabrera und der Río Tunjuelo (Lagunen: Las Lajas und La Virginia) letztendlich in den Río Magdalena. Der Río Tunjuelo vereinigt sich jedoch zuerst mit dem Río Bogotá. Als dritter großer Fluss Kolumbiens speist sich der Río Guaviare aus dem Río Ariari (Lagunen: El Cajón, El Diamante, La Esmeralda, de Alsacio, Santa Teresa und La Pena) und dem Río Guayabero.

## Fauna und Flora
Die Flora wird neben den Vertretern der Gattung Espeletia auch von den 40 bis 50 cm hohen Paspalum geprägt. Neben diesen kommen aber unzählige weitere Pflanzenarten vor. So gibt es beispielsweise allein um die Lagune Chisacá 55 Vertreter der Asteraceae, 20 Poaceae-Arten, 15 Apiaceae-Arten, 14 Rosaceae-Arten und zwölf Scrophulariaceae-Arten. Die Fauna weist neben vielen Frosch-, Reptilien- und Vogelarten beispielsweise auch den Puma und den Tigrillo auf.
Der Park beherbergt die größten geschützten Lebensräume der seltenen Bergtapire Kolumbiens. Die für Bergtapire geeignete Fläche im Park umfasst etwa 600 Quadratkilometer.